# Haplochromis vicarius
Haplochromis vicarius és una espècie de peix de la família dels cíclids i de l'ordre dels perciformes present als llacs Edward i George (Àfrica). Els mascles poden assolir els 11 cm de longitud total.